# 源清延
源 清延（みなもと の きよのぶ、延長4年（926年）または延喜12年（912年） - 長徳2年1月17日（996年2月8日））は、平安時代中期の貴族。光孝源氏、治部卿・源近善の孫。内蔵頭・源宗海の子。官位は従三位・播磨守。

## 経歴
村上天皇の春宮時代に春宮坊帯刀を務め、村上朝では左兵衛尉に任官。円融朝では上総介として受領となり、天延元年（973年）再任されている。
一条朝初頭に伊予守を務める。永祚元年（989年）3月の除目で播磨守・藤原景舒と官職を入れ替わり、清延が播磨守に景舒が伊予守に任ぜられ、藤原実資にこのような任官は聞いたことがないと評されている。翌永祚2年（990年）美福門造営の功労により従三位に叙せられ公卿に列した。
正暦2年（991年）任期満了により播磨守を辞すと官界を退き、長徳元年（995年）11月25日出家した。最終官位は前播磨守従三位。翌長徳2年（996年）正月17日薨去。享年71または85。

## 官歴
注記のないものは『公卿補任』による。
- 天慶9年（946年） 10月28日：前春宮坊帯刀[3]
- 天暦8年（954年） 正月7日：見左兵衛尉[4]
- 天延元年（973年） 5月11日：復任上総介[5]
- 永延元年（987年） 6月25日：見伊予守[6]
- 永祚元年（989年） 3月5日：播磨守[6]
- 永祚2年（990年） 8月29日：従三位（造美福門功）、播磨守如元
- 正暦2年（991年） 正月27日：得替
- 長徳元年（995年） 11月25日：出家（前播磨守従三位）
- 長徳2年（996年） 正月17日：薨去

## 系譜
注記のないものは『尊卑分脈』による。
- 父：源宗海
- 母：伴氏[2]または大江玉淵の娘
- 妻：藤原義文の娘
  - 男子：源奉職
- 生母不詳の子女
  - 男子：源政職
  - 男子：源延職
  - 男子：源懐職
  - 男子：源国政（?-998） - 源通理の養子[7]
  - 女子：藤原実資の乳母子[8]